# Division Street School
Die Division Street School ist ein historisches Schulgebäude in New Albany, Floyd County, Indiana.
Nach dem Sezessionskrieg wollten die Afroamerikaner vollwertige Mitbürger der Vereinigten Staaten von Amerika werden und Bildung war ein elementarer Aspekt der gesellschaftlichen Teilhabe. 1869 erließ die Indiana General Assembly ein Gesetz, das die Schulbezirke dazu ermutigte, öffentliche Schulen für schwarze Kinder zu errichten, jedoch mussten die schwarzen und weißen Kinder aufgrund der Rassentrennung verschiedene Schulen besuchen. Das Schulgebäude in der Division Street wurde 1884 gebaut, der Unterricht begann im Folgejahr. Das Schulhaus verfügt über zwei Klassenräume, meistens waren 60 bis 70 Kinder angemeldet. 1946 wurde die Schule geschlossen und die Schüler an eine andere Schule verwiesen.
Ehe das Schulhaus zum heutigen Museum für afroamerikanisches Leben und ihre Bildung umgewidmet wurde, diente es als 
Veterans’ Affairs Office während des Zweiten Weltkrieges und stand dann bis 1959 leer, bevor es als Lagergebäude für die Schulen in Floyd County genutzt wurde. Nach einer umfangreichen Renovierung wurde es 2002 ins National Register of Historic Places aufgenommen. Heute ist einer der Räume wieder originalgetreu eingerichtet.